# Bothriurus olaen
Espèce
Bothriurus olaen est une espèce de scorpions de la famille des Bothriuridae.

## Distribution
Cette espèce est endémique d'Argentine. Elle se rencontre dans les provinces de Cordoba et de San Luis.

## Description
Le mâle holotype mesure 44,20 mm et la femelle paratype 38,12 mm.

## Étymologie
Son nom d'espèce lui a été donné en référence au lieu de sa découverte, la Pampa de Olaen.

## Publication originale
- Acosta, 1997 : Descripción de Bothriurus olaen, nueva especie de escorpión de Argentina central (Scorpiones, Bothriuridae). Revue Arachnologique, vol. 12, no 1, p. 1-8.